# Edmund Friszke
Edmund Friszke (ur. 4 czerwca 1902 w Zduńskiej Woli, zm. 15 września 1958 w Malmö) – ksiądz Kościoła Ewangelicko-Ausgburskiego w Polsce, senior Diecezji Mazurskiej tego Kościoła, więzień obozów koncentracyjnych.

## Działalność w II Rzeczypospolitej
Po ukończeniu w 1927 roku studiów na Wydziale Teologii Ewangelickiej Uniwersytetu Warszawskiego i ordynacji w tym samym roku został wikariuszem w parafii Świętej Trójcy w Łodzi (1927–1929). Nauczał religii wyznania ewangelicko-augsburskiego w Państwowym Gimnazjum im. Mikołaja Kopernika w Łodzi. Od roku 1929 był administratorem parafii w Radomiu, a następnie jej proboszczem kierującym filiami w Kozienicach i Jaworze. W kwietniu 1939 roku został konseniorem ewangelicko-augsburskiej diecezji lubelskiej.

## Losy okupacyjne
We wrześniu 1939 przebywał wraz z rodziną w Lublinie, zapewniając opiekę duszpasterską tamtejszej parafii. Gdy powrócił do Radomia, został 21 września 1939 roku aresztowany przez gestapo pod zarzutem działalności propolskiej i wrogości wobec narodowego socjalizmu. 18 grudnia 1939 roku osadzono go w więzieniu gestapo w Lublinie, a stamtąd został przewieziony do obozu koncentracyjnego Sachsenhausen-Oranienburg. Następnie 13 grudnia 1940 roku przetransportowano go do obozu koncentracyjnego w Dachau, gdzie przebywał do momentu zajęcia obozu przez armię USA (29 kwietnia 1945).

## Działalność powojenna
Po ustaniu działań wojennych został proboszczem parafii w Olsztynie, w 1946 roku objął urząd seniora diecezji mazurskiej Kościoła Ewangelicko-Augsburskiego. Odtąd do końca życia był czynnie zaangażowany w zachowanie stanu posiadania luteranizmu na Mazurach.
Zmarł podczas wyjazdu na leczenie w Szwecji. Został pochowany na cmentarzu ewangelickim przy ul. Wojska Polskiego w Olsztynie. W 1966 roku jego szczątki zostały przeniesione na cmentarz komunalny w tym mieście.

## Życie prywatne
W 1932 roku zawarł małżeństwo z Ireną Arnold (zm. 1955). Z tego związku urodziły się córki: Edyta (ur. 1935) i Gabriela (ur. 1937). Z drugiego małżeństwa zawartego w 1955 roku z Zofią Woltersdorf urodził się syn Andrzej (ur. 1956).

## Upamiętnienie
Jego nazwiskiem nazwana została ulica w Olsztynie.